# Gunnarstjärnen, Västmanland
Gunnarstjärnen är en sjö i Hällefors kommun i Västmanland och ingår i Norrströms huvudavrinningsområde.